# Adolfo de la Huerta
Felipe Adolfo de la Huerta Marcor va néixer a Guaymas, Sonora, el 26 de maig de 1881. Va ser el president interí de Mèxic de l'1 de juny al 30 de novembre de 1920. Va morir en la Ciutat de Mèxic el 9 de juliol de 1955.
Va estudiar a l'Escola Nacional Preparatòria i va prendre cursos de comptabilitat, música i cant a la ciutat de Mèxic. Al triomf de la revolució de Francisco I. Madero, va ser elegit diputat local per la seva ciutat d'origen. Després del cop d'estat de Huerta es va unir al Pla de Guadalupe. Tan bon punt Venustiano Carranza va ocupar el poder, va servir com a oficial major de la Secretaria de Governació. Va ser governador provisional (1916-1917) i constitucional de Sonora (1919-1920), posició des de la qual es va aixecar en armes contra Venustiano Carranza amb el Pla d'Agua Prieta. En concloure la revolta es va fer càrrec interinament de la presidència amb la missió fonamental de convocar a eleccions. En celebrar-se va resultar triomfador Álvaro Obregón, durant el govern del qual va ocupar la Secretaria (Ministeri) d'Hisenda. El 7 de desembre de 1923 es va aixecar contra Obregón en una rebel·lió fallida que el va portar a l'exili als Estats Units. Al seu retorn el 1936, el president Lázaro Cárdenas el va designar com a visitador general de consolats.